# برج السدرية
برج السدرية هي مدينة تبعد ثمانية و عشرين كيلومترا من الجنوب الشرقي من العاصمة تونس. وتقع على سفوح جبل بوقرنين.
مدرجة في بلدية حمام الشط ، ولاية بن عروس، و تعد حوالي 9000 ساكناً.
وهي جزء من الضواحي الجنوبية للعاصمة التونسية «تونس» ومحطة للركاب : لخطوط السكك الحديدية الكبرى وخط الضاحية الجنوبية لتونس العاصمة.
المركب العلمي والقطب التكنولوجي ببرج السدرية يتطور منذ 2006، وتسعى إلى تعزيز يد عاملة كفأة ذات مستوى علمي وتكنولوجي، ويعمل المركز على أنشطة مختلفة: تلك المتعلقة بالبحث والتطوير.
تقع بها المقبرة العسكرية الألمانية التي تحمل نفس الاسم. وتحتوي على 8562 قبر لجنود ألمان الذين قتلوا في المعارك أو توفوا كأسرى حرب خلال حملة التونسية (نوفمبر 1942 مايو 1943.
بعد الاتفاقية بين ألمانيا وتونس في 28، 1966، أعيد تدريجيا جمع المقابر الألمانية في كامل تراب الجمهورية التونسية داخل المقبرة العسكرية الألمانية في برج السدرية الذي افتتحت في 28 سبتمبر 1977.